# Червоний Цвіт
Черво́ний Цвіт — село в Україні, у Михайлюцькій сільській громаді Шепетівського району Хмельницької області. Населенням становить 520 осіб.

## Географія
Червоний Цвіт розташований у верхів'ї річки Лизнівка, лівої притоки річки Смолка (басейн Случі). Через село проходить автодорога, а на південній околиці — залізниця Шепетівка — Звягель. Між селом та залізницею розташований глиняний кар'єр. На південь від села розташований Червоноцвітський орнітологічний заказник.

## Історія
22 червня 2023 року рішенням №230 Національної комісії зі стандартів державної мови віднесено до списку населених пунктів, які «можуть не відповідати лексичним нормам української мови», зокрема стосуватися «російської імперської чи колоніальної політики». Громаді рекомендовано обґрунтувати доцільність збереження поточної назви або запропонувати нову назву в установленому законодавством порядку.

## Населення

### Мова
Розподіл населення за рідною мовою за даними перепису 2001 року:
| Мова       | Відсоток |
| ---------- | -------- |
| українська | 98,46%   |
| російська  | 1,54%    |

## Постаті
Уродженцем села є Гаврилюк Сергій Євгенович (1991—2014) — старший солдат, учасник російсько-української війни, оборонець Савур-могили.

## Галерея

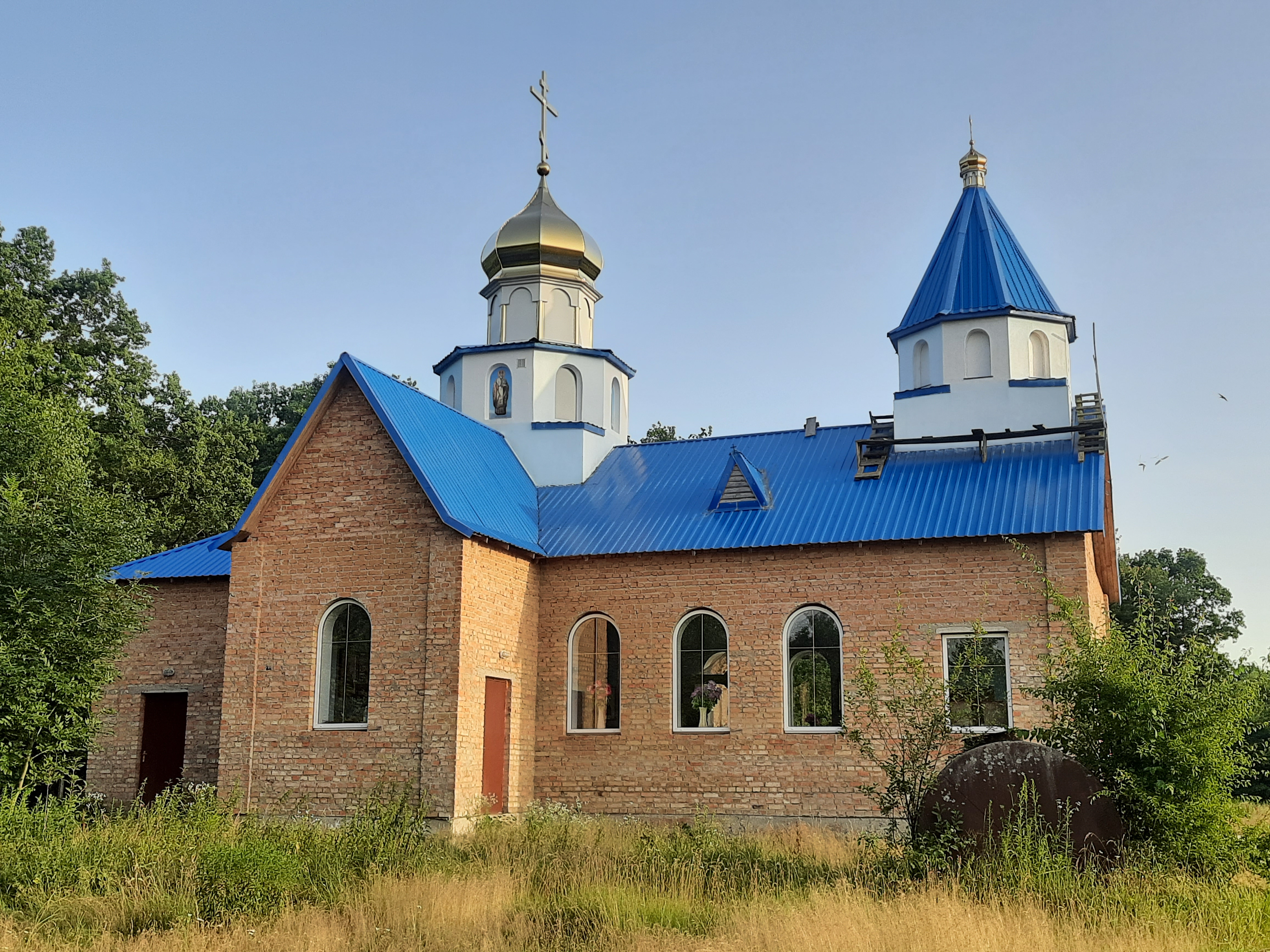
Церква Різдва Пресвятої Богородиці
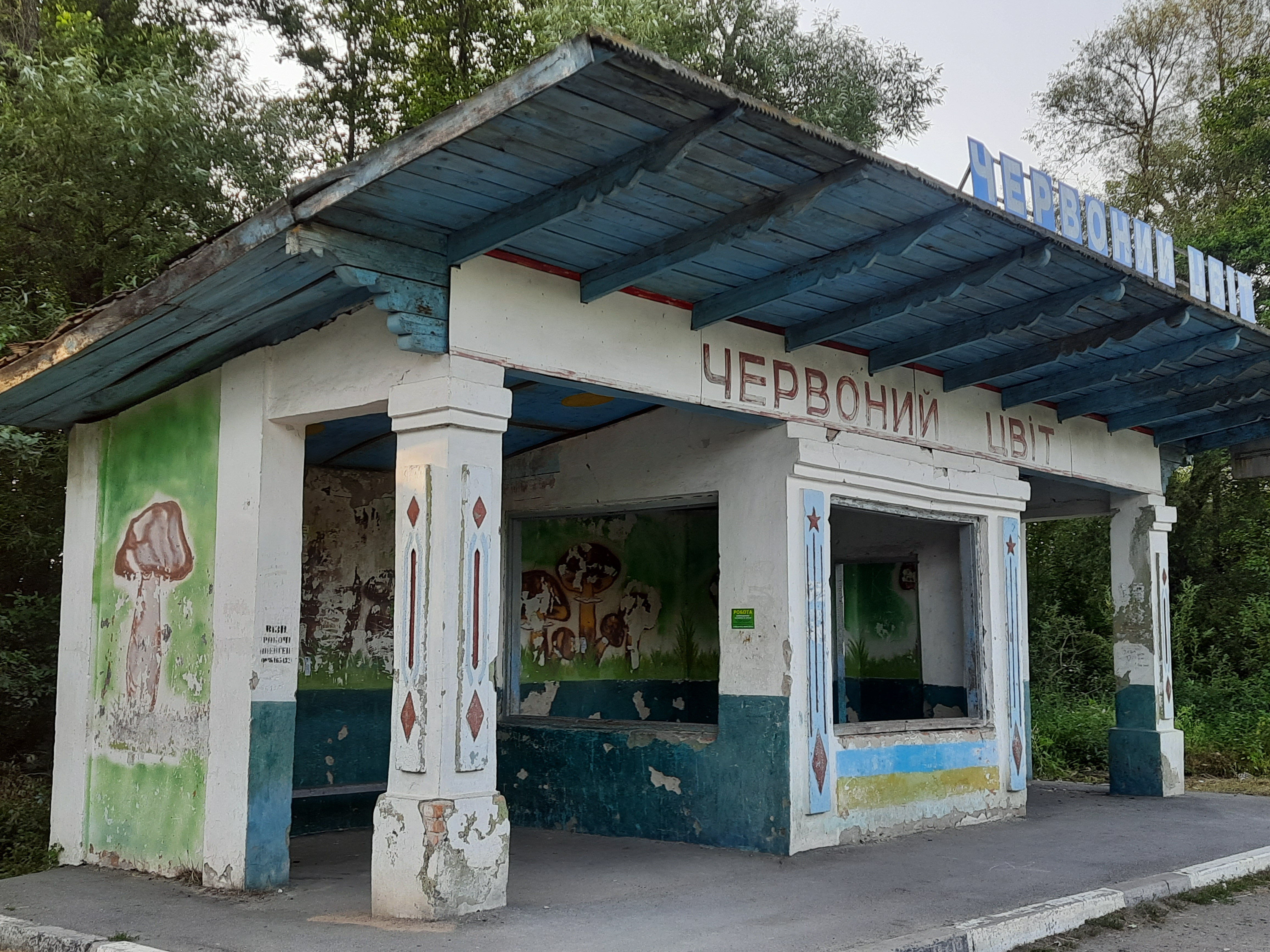
Автобусна зупинка